# Tristi amori (Giacosa)
Tristi amori è un dramma borghese di Giuseppe Giacosa. Venne rappresentato per la prima volta al Teatro Valle di Roma per la stagione di Quaresima 1887 dalla compagnia drammatica "Nazionale".
Il dramma è dedicata «all'amico Pietro Costa, scultore».

## Trama
La scena si svolge in una piccola città di provincia, nella sala da pranzo in casa dell'avvocato Giulio.

### Atto primo
Giulio  è un avvocato con uno studio molto avviato. Presso Giulio lavora come collaboratore Fabrizio, un giovane a cui egli è legato da grande amicizia e che si vede spesso costretto a pagare i debiti di gioco del dissoluto padre, il conte Ettore. Fabrizio, però, ha una relazione con Emma, la moglie di Giulio.
Il conte Ettore, presentatosi in casa di Giulio, riesce a restare solo con Emma e le fa velatamente capire di essere al corrente della relazione tra lei e il figlio. Quindi, chiede l'aiuto di Emma per convincere Fabrizio a sposare la figlia del ricco impresario Rubbo, contro il quale Fabrizio dovrebbe intentare causa per conto di un cliente, il dottor Brusio, trovatogli dal procuratore Ranetti, amico di Giulio.
Fabrizio, messo al corrente delle intenzioni del padre, si infuria con lui perché capisce che dietro la richiesta c'è qualche debito contratto col Rubbo, e rifiuta recisamente la proposta. Poi, d'accordo con Emma, decide che partirà per mettere fine alla loro relazione, di cui in città si comincia a sospettare, facendo credere a Giulio che la partenza è dovuta alla volontà di evitare il matrimonio indesiderato.

### Atto secondo
Giulio gioca nella sala con la piccola Gemma. Ranetti, sfidato a duello da alcuni ufficiali che si ritengono offesi dal suo comportamento durante un ballo, si reca da lui per chiedere l'aiuto suo e di Fabrizio. Discorrendo con Giulio, gli racconta che Rubbo ha pagato il debito con Brusio usando una cambiale fornita dal conte Ettore e avallata da Giulio stesso.
Giulio capisce che si tratta di una firma falsificata da Ettore, e che se questo venisse scoperto la carriera di Fabrizio potrebbe essere rovinata. Giulio, che ha appena concluso con successo un affare redditizio, si offre di aiutare Fabrizio prestandogli il denaro per onorare la cambiale. Ma Fabrizio rifiuta con insistenza, e dice che pagherà il debito riscattando, a condizioni assai sfavorevoli, una rendita vitalizia di cui dispone.
Giulio chiama Emma per aiutarlo a convincere Fabrizio, ma il comportamento incerto della moglie e dell'amico, nei quali gli sembra di cogliere un'inaspettata intesa, lo mette in sospetto, finché intuisce tutto. Furioso, caccia Fabrizio e si accascia piangente su una sedia.

### Atto terzo
Ranetti è riuscito ad accomodare il litigio con gli ufficiali, e li inviterà ad una cena. Viene per invitare anche Giulio e lo trova sconvolto. Quando Ranetti parte, Giulio prende con sé la figlia ed esce, senza dire nulla ad Emma.
Fabrizio, che ha preparato tutto per la partenza, vede Giulio allontanarsi ed entra in casa, proponendo ad Emma di fuggire con lui. Sulle prime Emma, sentendosi indegna di continuare la vita con Giulio, accetta, ma all'ultimo momento la vista di una bambola di Gemma le fa cambiare idea. Fabrizio fugge da solo.
Rientra Giulio, che aveva ipotizzato la fuga della moglie con Fabrizio e per questo aveva portato via Gemma. Tuttavia non si stupisce di ritrovare la moglie, anche se le dice che non potrà perdonare, e che da ora in avanti saranno solo soci in in'opera utile, quella di creare migliori opportunità per la figlia.